# 釜庆大菌属
釜庆大菌属（学名：Pukyongiella）是杆菌科下的一个属。本属惟一种海带釜庆大菌 是韩国在2020年从南美白对虾肠道分离出来的一种革兰氏阴性菌。

## 下属物种
本属包括以下物种：
- 海带釜庆大菌 Pukyongiella litopenaei